# No te quiero nada
«No te quiero nada» es una canción del dúo estadounidense Ha*Ash. Se lanzó como sencillo en dos oportunidades, el 8 de julio de 2008 se estrenó como el primer sencillo del tercer álbum de estudio Habitación doble, y el 30 de septiembre de 2015 como el cuarto sencillo del primer álbum en vivo Primera fila: Hecho realidad, esta vez en una nueva versión y en colaboración con el cantante argentino Axel.
La canción en ambas versiones escaló a los primeros lugares en México. El tema fue escrito el productor y compositor mexicano Áureo Baqueiro. Por otra parte, en el año 2009 Hanna y Ashley recibieron el premio a "Canción del año" entregado por la Sociedad Americana de Compositores, Autores y Editores (ASCAP). Ese mismo año reciben el premio a "Lo mejor de España" por Cadena Dial. En el año 2017, el tema estrenado en 2015 recibió el disco de oro en México, entregado por AMPROFON.

## Recepción
«No te quiero nada» alcanzó la posición catorce y dos en la lista Hot Latin Songs, seis en Latin Pop Songs, y catorce en Latin Airplay de Estados Unidos. En México, se ubicó en la posición treinta y uno en México Español Airplay. En el mismo país, llegó a la séptima posición en el Monitor Latino. Adicionalmente el tema se posicionó en el lugar cincuenta en la lista de sencillos en España.

## Vídeo musical
El vídeo oficial de la canción fue estrenada el 8 de julio de 2008, siendo subida en YouTube el 25 de octubre de 2009. A octubre de 2019 cuenta con 89 millones de reproducciones en la plataforma de YouTube.
El 1 de agosto de 2011 fue estrenado el vídeo del tema incluido en el DVD del álbum A tiempo, donde se ven a las cantantes interpretando la canción en vivo y tocando instrumentos.
En el año 2012 se volvió a grabar una versión en vivo, esta vez en concierto e integrada en la edición especial de dicho álbum.

## Créditos y personal
Créditos adaptados de las notas del álbum y AllMusic.

### Grabación y gestión
- Grabado en Brava! Music (Ciudad de México) e Igllo Music (California)
- Masterización en Igllo Music (Burbank, California)
- Mezcla en Igloo Music (Burbank, California)
- Editado en Digital Perfomer
- Administrado por Sony BMG / ATV Discos Music Publishing LLC / Westwood Publishing

### Personal
- Ashley Grace: voz
- Hanna Nicole: voz
- Aaron Sterling: batería
- Jimmy Jhonson: bajo
- Dean Parks: guitarra acústica, guitarra eléctrica, mandolina, pedal steel
- John Gilutin: teclados
- Áureo Baqueiro: producción, arreglos, dirección vocal
- Gustavo Borner: ingeniería de grabación, mezcla
- Joseph Greco: asistente de grabación, ingeniero de grabación de guitarras
- Nichoali Baxter: ingeniero de grabación de voces

## Posicionamiento en listas
Listas de posicionamiento incluyendo solo Estados Unidos, México y España.
| Listas (2008)                    | Mejor posición |
| -------------------------------- | -------------- |
| España (PROMUSICAE)              | 50             |
| Estados Unidos (Hot Latin Songs) | 14             |
| Estados Unidos (Latin Pop Songs) | 6              |
| Estados Unidos (Latin Airplay)   | 14             |
| México (México Español Airplay)  | 31             |
| México (Monitor Latino)          | 1              |

## Premios y nominaciones
| Año  | Premio                       | Categoría                | Resultado | Ref    |
| ---- | ---------------------------- | ------------------------ | --------- | ------ |
| 2009 | ASCAP                        | Canción latina del año   | Ganadoras | [ 21 ] |
| 2009 | Billboard Latin Music Awards | Tema Pop Airplay del Año | Nominadas | [ 22 ] |
| 2009 | Premios Dial                 | Lo mejor en España       | Ganadoras | [ 7 ]  |

## Versión Primera fila: Hecho realidad.
«No te quiero nada» se lanzó como el cuarto sencillo del primer álbum en vivo del dúo Primera fila: Hecho realidad con la colaboración del cantante argentino Axel. Alcanzó la primera posición en el Monitor Latino de México. En el año 2017, el tema recibió el disco de oro en México, entregado por AMPROFON.
El video musical de la nueva versión de la canción, se publicó el 1 de mayo de 2015. En él se ve a los artistas interpretando el tema en acústico, mientras Hanna toca la guitarra y el bombo, mientras que Ashley y Axel la guitarra. Fue grabado en un taller de Lake Charles, ciudad de origen de las hermanas. Fue dirigido por los directores Nahuel Lerena y Pato Byrne. A octubre de 2019, el vídeo cuenta con más de 49 millones de reproducciones en YouTube.

### Presentaciones en vivo
La canción fue interpretada en tres ocasiones por ambos artistas.
- 12 de marzo de 2015 en Argentina durante la promoción del disco Primera fila: Hecho realidad.[27]
- 25 de abril de 2015, Auditorio Nacional, México durante el 1F Hecho Realidad Tour.[28]
- 12 de noviembre de 2016, Luna Park, Argentina durante el 1F Hecho Realidad Tour.[29]

### Créditos y personal
Créditos adaptados de las notas del álbum.

#### Grabación y gestión
- Grabado en Lake Charles (Estados Unidos)
- Mezclado en Cutting Cane Studios
- Posproducción en The Shoe Box
- Publicado por Sony Music Entertainment México, S.A. De C.V. en 2014.
- Administrado por Sony / ATV Discos Music Publishing LLC / Westwood Publishing

#### Personal
- Ashley Grace: voz, guitarra
- Hanna Nicole: voz, mandolina
- Axel: voz, guitarra
- Tim Mitchell: producción, programador, arreglos, ingeniería adicional
- George Noriega: producción, programador, arreglos, ingeniería adicional
- Pablo De La Loza: coproducción, programador, arreglos, ingeniería adicional
- Brad Blackwood: maestro de ingeniería
- Dave Clauss: ingeniería de mezcla
- Quaz: ingeniería de grabación

### Posicionamiento en listas
Listas de posicionamiento incluyendo solo México.
| Listas (2015)                       | Mejor posición |
| ----------------------------------- | -------------- |
| México Monitor Latino               | 10             |
| México Top tocadas (Monitor Latino) | 11             |

### Certificaciones
| País (organismo certificador) | Certificación | Unidades certificadas |
| ----------------------------- | ------------- | --------------------- |
| México (AMPROFON)             | Platino       | 60 000                |